# Carlos Lage Dávila
Carlos Lage Dávila (ur. 15 października 1951 w Hawanie), kubański polityk, wiceprzewodniczący Rady Państwa Kuby od 1993 do 2009, sekretarz Rady Ministrów od 1986 do 2009.

## Kariera polityczna
Carlos Lage Dávila z wykształcenia jest lekarzem pediatrą. W młodości przebywał przez pewien czas w Etiopii, jako członek kubańskiego kontyngentu medycznego. W czasie studiów był liderem Federacji Studentów oraz przewodził Unii Młodych Komunistów.
W 1976 Lage Dávila wstąpił do Komunistycznej Partii Kuby (Partido Comunista de Cuba), a w 1980 wszedł w skład Komitetu Centralnego partii. Stał się bliskim współpracownikiem Fidela Castro. Towarzyszył mu podczas podróży zagranicznych w latach 80. i na początku 90. W 1986 Lage Davila objął funkcję sekretarza wykonawczego w Radzie Ministrów. W 1993 został mianowany wiceprezydentem Rady Państwa.
Jako sekretarz Rady Ministrów, na początku lat 90. Lage Dávila był odpowiedzialny za przeprowadzenie reform gospodarczych po upadku ZSRR. Miały one umożliwić rozwój małej prywatnej przedsiębiorczości w scentralizowanej gospodarce, przyciągnąć zagraniczne inwestycje i zwiększyć dochody z turystyki. Przyczynił się również do oparcia kubańskiej gospodarki na obiegu amerykańskiego dolara w 1993. W 2004 Lage Dávila negocjował wysłanie kontyngentu 2 tysięcy kubańskich medyków do Wenezueli w zamian za dostawy ropy naftowej.
Carlos Lage Dávila jest uważany za polityka o bardziej umiarkowanych poglądach niż którykolwiek z braci Castro. W Ameryce Łacińskiej cieszy się niemałym szacunkiem i opinią sprawnego dyplomaty. Przez niektóre środowiska w kraju i za granicą był upatrywany jako potencjalny następca Fidela i Raúla Castro.
2 marca 2009 Lage został odwołany ze stanowiska sekretarza Rady Ministrów przez prezydenta Raúla Castro.